# Колораду (Парана)
Колораду (порт. Colorado) — муниципалитет в Бразилии, входит в штат Парана. Составная часть мезорегиона Северо-центральная часть штата Парана. Входит в экономико-статистический микрорегион Асторга. Население составляет 22 424 человека на 2006 год. Занимает площадь 403,263 км². Плотность населения — 55,6 чел./км².

## История
Город основан 10 декабря 1954 года. 

## Статистика
- Валовой внутренний продукт на 2003 год составляет 217 884 283,00 реалов (данные: Бразильский институт географии и статистики).
- Валовой внутренний продукт на душу населения на 2003 год составляет 10 017,21 реалов (данные: Бразильский институт географии и статистики).
- Индекс развития человеческого потенциала на 2000 год составляет 0,782 (данные: Программа развития ООН).